# جسر شير شاه
جسر شير شاه هو ممر علوي في شير شاه كراتشي باكستان. في سبتمبر 2007 انهار الجسر مما أدى إلى مقتل خمسة رجال.
تم تسمية حي شير شاه وجسر شير شاه في مدينة كياماري في كراتشي ومتنزه شير شاه في واه كانتت ، باكستان على شرف شير شاه.

## الحالة الجنائية
اتهمت محكمة في كراتشي مسؤولي الهيئة الوطنية للطرق السريعة بانهيار الجسر.